# ザ・ユニバース (芸能事務所)
株式会社 ザ・ユニバースとは日本の芸能事務所。主にナレーターのマネージメントを手掛ける。2008年10月1日、垂木勉により設立。
2021年2月24日、設立者垂木勉以外全ての所属ナレーターの移籍を発表。4月1日以降は垂木勉の完全個人事務所になり、赤平大以外の所属者はアトミックモンキーに移籍した。
2023年9月1日、約二年半個人事務所として活動していたが、島形麻衣奈が加入した。

## 所属ナレーター
- 垂木勉（設立者）
- 島形麻衣奈

## 過去に所属していた主な俳優・声優
※大半の所属者はアトミックモンキーに移籍の上で継続。
- 赤平大（元テレビ東京）
- 阪井あかね
- 松元真一郎（元福島放送→中京テレビ放送→ニッポン放送→フジテレビ）
- 三村ロンド
- おかなつこ
- 山田茉莉
- 藤田琢己
- 新かな子
- やちたえこ
- 高地真吾
- 朝倉崇
- 柏田ユウリ（元中京テレビ放送）
- 白瀬ちゅうゐ
- あづま恭平